# Hatakaze (destroyer, 1924)
Pour les autres navires du même nom, voir Hatakaze.
Le Hatakaze (旗風) est un destroyer de la classe Kamikaze construit pour la Marine impériale japonaise pendant les années 1920.

## Historique
Au moment de l'attaque de Pearl Harbor le 7 décembre 1941, le Hatakaze fait partie de la 5e division du 5e escadron de destroyers (3e flotte), déployé depuis le district de garde de Mako, dans les Pescadores, dans le cadre de l'opération M (invasion des Philippines), au cours duquel il assiste les débarquements des forces japonaises à Aparri.
Au début de 1942, le Hatakaze est affecté à l'escorte des convois de troupes vers la Malaisie, ainsi qu'en Indochine française. Affectée à l'opération J (invasion de Java dans les Indes orientales néerlandaises), le destroyer participe à la bataille du détroit de la Sonde le 1er mars. Au cours de cette bataille, il lança des torpilles sur le croiseur léger HMAS Perth et le croiseur lourd USS Houston qui furent endommagés.
Le 10 mars, le Hatakaze et sa division sont réaffectés à la Flotte de la région sud-ouest (Southwest Area Fleet), escortant des convois de troupes de Singapour à Penang et Rangoon. À partir du 5 mai, il est réaffecté au district naval de Yokosuka, où le destroyer sert de navire de garde dans la baie de Tokyo jusqu'en septembre. Le 25 septembre, il escorte le porte-avions Unyō de l'arsenal naval de Kure jusqu'à Truk, avant d'escorter des convois entre Truk et Rabaul puis Palaos, retournant à Yokosuka le 24 novembre pour reprendre ses fonctions de navire de garde.
Le 2 mars 1943, le Hatakaze est gravement endommagé à sa poupe par une explosion accidentelle. Après les réparations, effectuées d'octobre à décembre 1944, le Hatakaze escorte des convois de Yokosuka vers l'archipel d'Ogasawara. En décembre, il est réaffecté dans la 5e Flotte, et le 25 décembre, à la Flotte Combinée.
À la fin de décembre 1944, le Hatakaze escorte un convoi de Moji à Takao. Alors basé à Takao le 15 janvier, le destroyer est coulé à la position 22° 40′ N, 120° 14′ E, lors du raid en mer de Chine méridionale de la Task Force 38 de l'USS Ticonderoga.
Le Hatakaze est rayé des listes de la marine le 10 mars 1945.